# Saint-Clément (Gard)
Saint-Clément é uma comuna francesa na região administrativa de Occitânia, no departamento de Gard. Estende-se por uma área de 5,04 km². Em 2010 a comuna tinha 375 habitantes (densidade: 74,4 hab./km²).